# Chen Zhifang
Pour les articles homonymes, voir Chen.
Dans ce nom chinois, le nom de famille, Chen, précède le nom personnel Zhifang.
Chen Zhifang (chinois : 陳志方 ; pinyin : Chén Zhìfāng) ou Tchen Tche-fang, est un politicien et un diplomate de Chine populaire, né en 1906 et mort le 15 décembre 1990.

## Biographie
De 1956 à 1958, il est ambassadeur de Chine en Syrie.
À la suite de l'établissement des relations diplomatiques entre la République populaire de Chine et l'Iraq le 25 août 1958, Tchen Tche-fang est chargé d'établir la représentation chinoise. Il devient ainsi le premier ambassadeur de la Chine populaire en Irak. En 1964, il dirige l'Ambassade de Chine populaire en Ouganda , puis en 1970 celle de Berne en Suisse, jusqu'en août 1975. De septembre 1977 à juin 1978, il termine sa carrière diplomatique en dirigeant l'ambassade d'Hanoï.

## Référence
1. ↑  ATS, « Foule à l'ambassade de Chine populaire », L'Impartial, 21 août 1975, p. 11.
2. ↑  Accord de commerce entre la Confédération suisse et la République populaire de Chine, RO 1975 1202, 20 décembre 1974.
3. ↑  中华人民共和国外交部, « 中国驻约旦历任大使 », 中华人民共和国外交部 (consulté le 3 mars 2012)
4. ↑  中华人民共和国外交部, « 中国驻乌干达历任大使 », 中华人民共和国外交部 (consulté le 9 mars 2012)
5. ↑  (zh-CN) 瞿宏法, 〈為中国外交事业鞠躬尽瘁--记陈志方大使在瑞士工作点滴〉，载外交部外交史研究室编《当代中国使节外交生涯》, 北京, 世界知识出版社,‎ 1995, p. 103-118